# Jonathan Blow
Jonathan Blow är en amerikansk datorspelsutvecklare som främst är känd för pusselplattformsspelet Braid och The Witness. Han var i många år ansvarig för Inner Product-kolumnen i Game Developer Magazine, en facktidning för spelutvecklare. Han är även en av grundarna till Indie Fund som hjälper indie-speltillverkare att finansiera spelprojekt.
I september 2014 påbörjade han arbetet med ett nytt programspråk kallat JAI.
I januari 2016 släpptes han senaste spel, 3D-pusselspelet The Witness. Spelet är en blandning av äventyrsspel och pusselspel och spelas i FPS-synvinkel.

## Utbildning
Blow har studerat systemvetenskap och kreativt skrivande vid University of California. Han lämnade universitetet 1994, då det var en termin kvar till hans examen.

## Karriär
1996 grundade Jonathan Blow ett spelföretag med namnet Bolt-Action Software tillsammans med Bernt Habermeier. Deras första projekt blev ett stridsspel med svävande stridsvagnar. Detta spel fick namnet Wulfram. Vid den tiden genomgick dock datorspelsindustrin en förändring då man började fokusera mer på tredimensionell grafik och det slutade med att Bolt-Action fick lägga ner år 2000 med $100 000 i skulder.
Efter Bolt-Action arbetade Blow med olika företag som till exempel Ion Storm och var skribent för fackpublikationer så som Game Developer Magazine. Han arbetade också med ett projekt med IBM som var något som liknade Wulfram och skulle demonstrera funktionaliteten i Cell-processorn som IBM var delaktig i, och som skulle bli en del av PlayStation 3.
Blow skapade pusselspelet Braid från slutet av 2004 till 2008.
I september 2014 höll Blow flera direktsända föreläsningar där han delade med sig om sina tankar angående hur ett programspråk för att utveckla spel borde fungera. Snart efteråt började han skapa sitt eget språk, kallat JAI, och har demonstrerat nya funktioner ett flertal gånger.